# 约翰·弗雷德里克·马修斯
約翰·弗雷德里克·馬修斯（英語：John Frederick Matthews；1940年2月15日—），英国历史学家，1970年博士毕业于牛津大学王后学院，并留校任教，1996年进入耶鲁大学任罗马历史教授。馬修斯1986年当选英国皇家历史学会会士，1990年当选英國國家學術院院士，1993年当选伦敦文物学会会士。